# Vadim Salmanov
Vadim Nikolaïevitch Salmanov (Saint-Pétersbourg, 4 novembre 1912 – Leningrad, 27 février 1978) est un compositeur russe. Son œuvre la plus connue est sa Symphonie n° 2.

## Biographie
Salmanov apprend enfant à jouer du piano avec son père. À dix-huit ans, sur le point d'entrer au Conservatoire de Leningrad, il décide d'étudier la géologie et travaille en tant que géologue jusqu'en 1935, lorsqu'il décide finalement d'assister aux cours de composition au Conservatoire, avec Mikhaïl Gnessine. Après son  diplôme, il travaille comme compositeur jusqu'au début de la Seconde Guerre mondiale, lorsqu'il s'enrôle dans l'armée Soviétique. Après la guerre, il compose une série sur des poèmes d'Alexandre Blok et Sergueï Essénine relatifs à la guerre. Plus tard dans sa vie, Salmanov met en musique des poèmes de Federico García Lorca et Pablo Neruda, ainsi que par les poètes russes.
La Symphonie n° 1 en ré mineur de Salmanov est composée en 1952 et dédiée au chef d'orchestre Evgeny Mravinsky, qui a effectué l'enregistrement de l'ensemble de ses symphonies. L'œuvre s'appuie sur des mélodies folkloriques slaves et un thème leitmotiv entendu au début au premier mouvement se reproduit dans le Finale. Sa Symphonie n° 4 de même, a été dédiée à Mravinsky.
Bien que moins politique que Tikhon Khrennikov, Salmanov occupe divers postes politiques, notamment celui de Secrétaire d'une union des compositeurs. Il a également enseigné au Conservatoire de Leningrad, où il avait fait ses études.
Outre les symphonies, les compositions de Salmanov comprennent notamment six quatuors à cordes (1945–1971) et deux concertos pour violon (1964, 1974).

## Œuvres
- Avec orchestre
  - Symphonie no 1 en ré mineur (1952)
  - Symphonie no 2 en sol majeur (1959)
  - Symphonie no 3 en la mineur (1963)
  - Symphonie no 4 en si mineur (1976)
  - Petite symphonie pour orchestre à cordes (1941)
  - Поэтические картинки Tableau poétique, Suite d'après Andersen (1955)
  - Sonate pour piano et orchestre à cordes (1961)
  - Детская симфония Symphonie enfantine (1962)
  - Человек L'Homme, ballet (1964)
  - Sinfonische Dichtungen
  - Willkommen Oktober!, Ouverture (1976)
  - 2 concertos pour violon (1964, 1974)
  - Ночи большого города Grande ville la nuit, Suite pour violon et orchestre de chambre (1962)
- Musique vocale
  - Двенадцать Les douze, Oratorio d'après Alexandre Blok (1957)
  - Ода Ленину Ode à Lénine pour chœur et orchestre d'après Neruda (1969)
  - Лебёдушка La fille du cygne, concert choral a capella n° 1 (1966)
  - Добрый молодец Bon camarade, concert choral n° 2 pour ténor, chœur d'homme, cor anglais et accordéon (1971)
  - Die Skythen, cantate d'après Blok (1973)
  - Mélodies et chœur d'après des textes de Blok, Éssenine, García Lorca et Neruda
- Musique de chambre
  - Quatuor à cordes no 1 en fa mineur (1945, rév. 1956)
  - Quatuor à cordes no 2 (1958)
  - Quatuor à cordes no 3 en ré majeur (1961)
  - Quatuor à cordes no 4 en sol majeur (1963)
  - Quatuor à cordes no 5 (1968)
  - Quatuor à cordes no 6 (1971)
  - Quatuor avec piano (1947)
  - 2 Trios avec piano (1946, 1949)
  - 3 Sonates pour violon (1945, rév. 1953, 1962, 1977)
  - Sonate pour violoncelle (1963)
  - Монолог Monologue pour violoncelle et piano (1970, orchestration 1972)

## Source
- Brève biographie et une liste des œuvres sur le site web des compositeurs soviétiques d'Onno van Rijen